# Élections législatives de 1947 en Guyane britannique
Les élections législatives de 1947 en Guyane britannique sont les premières élections  d'après-guerre en Guyane britannique.

## Contexte
En 1943, la Guyane britannique, colonie de l'empire britannique, se voit dotée d’une nouvelle constitution qui prévoit un Conseil législatif comprenant : 4 membres ex-officio dont le gouverneur ; 7 membres non officiels nommés ; 14 membres élus.
En conséquence de la longévité de la Seconde Guerre mondiale — dans laquelle est impliqué le Royaume-Uni dont la Guyane britannique dépend — la législature de la colonie, issue des élections de 1935, est prolongée. De ce fait, le désir de nouvelles élections dans la colonie est pressant au sortir du conflit.